# Брони
Брони (пол. Brony) — село в Польщі, у гміні Кшижанув Кутновського повіту Лодзинського воєводства.
У 1975-1998 роках село належало до Плоцького воєводства.